# Ene-Lille Kitsing-Jaanson
Ene-Lille Kitsing-Jaanson (Tartu, 19 januari 1934 - Tartu, 23 oktober 2013) was een basketbalspeelster die uitkwam voor het nationale team van de Sovjet-Unie.

## Carrière
Kitsing speelde in haar hele carrière voor USK Tartu van 1950 tot 1963. Met Tartu werd ze drie keer tweede om het landskampioenschap van de Sovjet-Unie in 1957, 1958 en 1960. In 1959 werd ze tweede met de Estische SSR.
Met het nationale team van de Sovjet-Unie won Kitsing goud in 1959 op het Wereldkampioenschap.

## Erelijst
- Landskampioen Sovjet-Unie:
  - Tweede: 1957, 1958, 1959, 1960
- Spartakiad van de Volkeren van de USSR:
  - Tweede: 1959
- Wereldkampioenschap: 1
  - Goud: 1959